# Dock Ellis
Dock Phillip Ellis Jr., ou simplesmente Dock Ellis (Los Angeles, 11 de março de 1945 — Los Angeles, 19 de dezembro de 2008), foi um arremessador de beisebol estadunidense e um dos ícones da contracultura nos anos 1960.

## Carreira
Ele foi um dos jogadores que se posicionou de maneira mais forte contra o racismo, com quando disse que nunca seria titular no Jogo das Estrelas de 1972 contra Vida Blue, então no Oakland Athletics, porque "a MLB nunca deixaria que dois 'irmãos de alma' [arremessadores negros] começassem uma partida [tão importante]". Entretanto, ele é mais conhecido pela partida que disputou em 12 de junho de 1970, quando não cedeu nenhuma rebatida válida, mesmo sob efeito de LSD. Ele estava na casa de um amigo e acabou dormindo sem perceber durante toda a véspera do jogo; quando acordou, consumiu LSD, até que foi avisado pela sua namorada de que deveria arremessar naquele dia.
"Às vezes, eu via o receptor", contou Ellis anos depois. "Às vezes, não". O caminho trilhado pela bola ao longo de cada arremesso era visto por ele como uma "cauda de cometa", que permanecia visível (para ele) mesmo depois de a bola ser apanhada pelo receptor. Ao todo, ele cedeu nove bases por bolas, o recorde de uma partida sem ceder rebatidas válidas (no-hitter) em nove entradas. Ele deu entrevistas após a partida, mas dizia não se lembrar disso. O jornalista Bob Hertzel, que cobriu boa parte de sua carreira, acha difícil acreditar nessa história, mas crê que Ellis estava sob o efeito de anfetaminas. De qualquer forma, o cantor country Todd Snider compôs uma música sobre a atuação de Ellis nessa partida.
Pouco mais de um mês depois, em 16 de julho, Ellis estava no montinho na inauguração do Three Rivers Stadium, em Pittsburgh, e tornou-se o primeiro arremessador a arremessar a bola e a perder um jogo lá. Antes da última partida de beisebol disputada no estádio, em 2000, o já aposentado Ellis fez o arremesso cerimonial.
No ano seguinte, participou pela única vez em sua carreira do Jogo das Estrelas, em Detroit, quando cedeu um dos home runs mais longos de todos os tempos, rebatido por Reggie Jackson. A distância foi primeiro estimada em 158 e depois calculada em 192 metros. A bola foi tão alto que as câmeras de televisão não conseguiram acompanhá-la.
No final daquela temporada, esteve em campo na primeira vez na história das grandes ligas dos Estados Unidos que um time escalou apenas jogadores negros. Dois anos depois, foi para o campo com bóbes para compor seu penteado afro.
Outro de seus jogos famosos foi em 1 de maio de 1974, quando acertou arremessos nos três primeiros rebatedores do Cincinnati Reds e só não acertou no quarto porque este desviou e foi andado até a primeira base e no quinto porque foi substituído depois de dois arremessos. "Eles xingaram nosso time", contou depois Ellis. "Eu disse ao [jogador dos Reds] Kurt Bevacqua na pré-temporada que eu acertaria um por um. Ele apostou um Chateaubriand que eu não teria coragem. Ganhei a aposta." "Quando ele veio e disse que ia acertar todos aqueles jogadores dos Reds", contou depois Dave Parker, colega de time, "eu pensei: 'Você não vai fazer nada, cara.' E ele fez. Passei a respeitá-lo muito mais a partir de então." Hertzel tem certeza de que Ellis estava drogado nessa tarde.
Durante a pré-temporada de 1975, ele foi muito bem, com um ERA de apenas 0,25, mas foi mal ao longo da temporada, que terminou com uma campanha de oito vitórias e nove derrotas depois que ele foi suspenso pelo técnico Danny Murtaugh. Ao final da temporada, foi trocado para o New York Yankees. Pelos Pirates, somou um total de três aparições em jogos de estréia do time, empatado em quinto lugar nesse quesito na história da franquia.
Com os Yankees, perdeu a Série Mundial em 1976 e no ano seguinte foi trocado para o Oakland Athletics e, depois de apenas sete jogos, para o Texas Rangers. Em 1979, foi trocado para o New York Mets e, de novo depois de sete jogos, voltou aos Pirates, onde disputou mais três partidas e encerrou a carreira, antes dos playoffs em que o time conquistaria o título. Ao longo de sua carreira, amealhou 138 vitórias e 119 derrotas e foi com dois times à Série Mundial. Sua carreira começara em 18 de junho de 1968, em um jogo contra os Dodgers, em que ele entrou no meio, não sofreu corridas em sua única entrada disputada e ficou com a vitória.

## Depois da aposentadoria
Aposentou-se após a temporada de 1979 e no ano seguinte internou-se em uma clínica para livrar-se do vício das drogas e bebidas. Criou ainda uma fundação para pesquisas sobre anemia e trabalhou com crianças e adolescentes viciados em droga na Califórnia. Também foi contratado em 1986 pelos Yankees para aconselhar jogadores das ligas menores sobre abuso de drogas e álcool. Em 30 de junho de 2007, Ellis discursou do lado de fora do PNC Park em um protesto contra a diretoria dos Pirates, em que alguns torcedores deixaram o estádio durante uma partida.
Em maio de 2008, foi colocado na fila para transplante de fígado, por causa de cirrose, mas problemas cardíacos nas suas últimas semanas de vida fizeram com que o transplante deixasse de ser uma alternativa. Em 19 de dezembro, Ellis morreu em decorrência de problemas hepáticos, antes de conseguir um fígado para transplante. Como não tinha plano de saúde, suas despesas médicas foram bancadas por amigos do beisebol. "Estou nesse negócio há 40 anos", disse seu agente, Tom Reich, "e nunca conheci pessoa mais corajosa." "Não tenha dúvidas de que Ellis era problemático", escreveu Hertzel após sua morte. "Mas ele também era inteligente e muito veemente."